# Cancionero de París
El Cancionero de París (en portugués: Cancioneiro de Paris), también conocido como Cancioneiro musical Masson 56 o bien Cancioneiro de l'École Supérieure de Beaux-Arts de Paris, es un manuscrito portugués del siglo XVI que contiene piezas musicales y poemas de la época renacentista. Se conserva en la Escuela Nacional Superior de Bellas Artes de París (firma del RISM: F-Peb Masson 56). Se trata de uno de los cuatro cancioneros renacentistas portugueses junto con el Cancionero de Elvas, el Cancionero de Belém y el Cancionero de Lisboa que han llegado hasta nosotros. Constituye una fuente fundamental de música profana del Renacimiento en la península ibérica y la más extensa de la música renacentista portuguesa.

## Historia
El manuscrito, Ms. Masson 56, fue depositado en la biblioteca de la Escuela Nacional Superior de Bellas Artes de París como parte de la colección de manuscritos del industrial Jean Masson (Jean Masson, 1856-1933). Fue descubierto en 1965 en París. Se trata del cancionero más extenso compilado en Portugal en el siglo XVI. Se cree que fue elaborado por 8 escribas (8 manos).
Contiene 132 obras, 130 con texto y dos piezas instrumentales sin texto. Todas ellas aparecen en el manuscrito sin indicación de compositores ni autores de los textos, es decir, anónimas. No obstante, se sabe que algunas de ellas fueron escritas por el compositor portugués Pedro de Escobar. De la colección 124 piezas son profanas, entre las que hay villancicos y cantigas escritos en castellano o portugués, y cinco presentan temática religiosa con textos en latín. Hay 55 obras polifónicas (tres piezas a 2 voces, 49 a 3 voces y otras tres a 4 voces) y de las otras 75 obras solamente se registró la melodía, es decir, están escritas a una sola voz.
En general, el contenido puede dividirse en 3 partes: la primera la forman villancicos a una voz, la segunda romances a una voz cuyas letras son en castellano y de origen español antiguo y la tercera villancicos a tres voces, que se complementaron posteriormente con otras 16 obras compuestas después del grueso de los originales.
La primera parte contiene exclusivamente piezas a una sola voz. Algunas de ellas aparecen en el Cancionero de Palacio y fueron compuestas originalmente para 3 y 4 voces. En su mayor parte, estas piezas pertenecen a la fase más temprana del códice, que data presumiblemente de 1505. Una de ellas fue compuesta entre 1507 y 1510 y la otra data de 1519-1520. El estilo declamatorio y musical de algunas piezas sugiere una datación en la década de 1530. En la primera parte de las piezas profanas a una voz predomina la forma poética del villancico en el 89% de los textos, las cantigas en el 7%, la serranilla en el 3% y la quintilla en el 2%. En términos de afiliación, esta parte se divide en 2 grandes grupos: el primero es el amor cortés (54%) y el segundo las serranas de origen folclórico y rústico, las pastorelas y las cantigas de amigo (44%). Los textos del primer grupo fueron compuestos por autores del siglo XV y principios del siglo XVI, aunque algunos de ellos tienen rasgos humanistas.
Un análisis paleográfico de los textos portugueses demostró que fueron escritos por escribas portugueses, como demuestra la ortografía de los dígrafos lh, nh en lugar de ll, ñ. La base de la colección se compiló en 1550-1570 (1.ª, 2.ª y 3.ª mano), tras lo cual se introdujeron refinamientos y adiciones en 1560-1590 (4.ª, 5.ª y 6.ª mano) y en 1580-1650 (7.ª y 8.ª mano).
Tras la hipótesis planteada por Juan Ruiz Jiménez a principios del siglo XXI de que los nombres Pedro de Escobar y Pedro do Porto deben entenderse como dos compositores diferentes, se ha puesto en duda la autoría de los números 8 y 20.

## Las obras musicales

### Listado de obras
La siguiente tabla recoge las obras contenidas en el cancionero con sus títulos originales, no traducidos.
| N.º   | Obra                                 | Compositor         | Autoría del texto              | Género     | Concordancias |
| ----- | ------------------------------------ | ------------------ | ------------------------------ | ---------- | ------------- |
| 1     | Ay que biviemdo no byvo              | Anónimo            | Garci Sánchez de Badajoz       | villancico |               |
| 2     | Quiem pudiese e quiem hiziese        | Anónimo            | Anónimo                        | villancico |               |
| 3     | Biem podera my desvemtura            | Anónimo            | Anónimo                        | villancico |               |
| 4     | Quyem te hizo Juam pastor            | Anónimo            | Garci Sánchez de Badajoz       | villancico | CMP           |
| 5     | Quien por veros pena y muere         | Anónimo            | Anónimo                        | villancico | CME, FIP      |
| 6     | Mya fee Gil                          | Anónimo            | Anónimo                        | cantiga    |               |
| 7     | De linda serrana                     | Anónimo            | Anónimo                        | villancico |               |
| 8     | Secaromme los pesares                | Pedro de Escobar   | Garci Sánchez de Badajoz       | villancico | CME, CML, CMP |
| 9     | Toda my vida os ame                  | Anónimo            | Anónimo                        | villancico |               |
| 10    | Perdi esperamça                      | Anónimo            | Anónimo                        | villancico | CME           |
| 11    | Despierta triste pastor              | Anónimo            | Anónimo                        | villancico |               |
| 12    | Todos vienen de la vella             | Anónimo            | Anónimo                        | villancico | PAD           |
| 13    | Mienga la del boscal                 | Anónimo            | Anónimo                        | villancico | CMP           |
| 14    | Se cuidaes que sois senhora          | Anónimo            | Anónimo                        | villancico |               |
| 15    | Pues que veros fue ocasión           | Anónimo            | Anónimo                        | villancico |               |
| 16    | A donde tienes las mentes            | Anónimo            | Anónimo                        | villancico | CMP           |
| 17    | Ja no quiero ser pastor              | Anónimo            | Anónimo                        | cantiga    |               |
| 18    | Senhora quem vos disser              | Anónimo            | Anónimo                        | cantiga    |               |
| 19    | Se me a mym não casão                | Anónimo            | Anónimo                        | cantiga    |               |
| 20    | Lo que queda es lo seguro            | Pedro de Escobar   | Garci Sánchez de Badajoz       | villancico | CME, CMP, FLO |
| 21    | Domde estaa tu galhardia             | Anónimo            | Anónimo                        | villancico | CMP           |
| 22    | Para que me daõ tormento             | Antonio de Velasco | Anónimo                        | cantiga    |               |
| 23    | Sola rama ninha                      | Anónimo            | Anónimo                        | cantiga    |               |
| 24    | Lagrimas de saudade                  | Anónimo            | Anónimo                        | villancico |               |
| 25    | Ay Santa Marya                       | Anónimo            | Anónimo                        | villancico | CMP           |
| 26    | Partir naõ matrevo                   | Anónimo            | Anónimo                        | cantiga    |               |
| 27    | En toda la trasmontanha              | Anónimo            | Anónimo                        | cantiga    |               |
| 28    | El dollor que estaa secreto          | Anónimo            | Anónimo                        | villancico |               |
| 29    | Se my anima estaa con vos            | Anónimo            | Anónimo                        | villancico |               |
| 30    | Zagaleja de lo verde                 | Anónimo            | Anónimo                        | cantiga    |               |
| 31    | Quero mir my madre                   | Anónimo            | Anónimo                        | cantiga    |               |
| 32    | Senhora pois soes fermosa            | Anónimo            | Cristóvão Falcão               | villancico |               |
| 33    | Dime tu señora                       | Anónimo            | Anónimo                        | cantiga    |               |
| 34    | Oigaõ todos my tormento              | Anónimo            | Anónimo                        | villancico |               |
| 35    | Lhove a menudo                       | Anónimo            | Anónimo                        | cantiga    |               |
| 36    | Tardasses amor tardasses             | Anónimo            | Anónimo                        | villancico |               |
| 37    | Como se podera partir                | Anónimo            | Lope de Estúñiga               | villancico |               |
| 38    | Amor loco amor loco                  | Anónimo            | Anónimo                        | villancico |               |
| 39    | Dexe de ser amador                   | Anónimo            | Anónimo                        | cantiga    |               |
| 40    | Penar io por vos señora              | Anónimo            | Anónimo                        | villancico |               |
| 41    | Ledo rrosto me verão                 | Anónimo            | Anónimo                        | villancico |               |
| 42    | A partida que me aparta              | Anónimo            | Anónimo                        | villancico |               |
| 43    | La zorrilha con el galho             | Anónimo            | Anónimo                        | villancico | CMP           |
| 44    | Ado bueno por aquí                   | Anónimo            | Anónimo                        | cantiga    |               |
| 45    | Vida da mynha alma                   | Anónimo            | Pedro de Andrade Caminha       | cantiga    |               |
| 46    | Vemtura sim alegría                  | Anónimo            | Anónimo                        | villancico |               |
| 47    | Otro biem si a vos no temgo          | Anónimo            | Anónimo                        | villancico | CMP           |
| 48    | Triste vida vivyre                   | Anónimo            | Anónimo                        | villancico |               |
| 49    | De la dulçe my enemyga               | Gabriel Mena       | Anónimo                        | villancico | CMP           |
| 50    | Guavylaõ gavylaõ bramco              | Anónimo            | Anónimo                        | villancico |               |
| 51    | No val das mais belas                | Anónimo            | Anónimo                        | cantiga    |               |
| 52    | La terryble pena mya                 | Anónimo            | Anónimo                        | cantiga    | CPV           |
| 53    | Soy garredica                        | Anónimo            | Anónimo                        | villancico |               |
| 54    | Dexaldos my madre                    | Anónimo            | Anónimo                        | cantiga    |               |
| 55    | Quem me ora dera                     | Anónimo            | Anónimo                        | ensalada   |               |
| 56    | Pemsamdo que se acabava              | Anónimo            | Anónimo                        | villancico |               |
| 57    | Haze amar i no es amor               | Anónimo            | Anónimo                        | villancico |               |
| 58    | Que semtis coraçom mio               | Anónimo            | Comendador Escrivá             | villancico | CME           |
| 59    | Porque lhoras moro                   | Anónimo            | Anónimo                        | cantiga    |               |
| 60    | A pelayo que desmayo                 | Pedro Juan Aldomar | Anónimo                        | villancico | CMP           |
| 61    | Nunca creí que la muerte             | Anónimo            | Anónimo                        | villancico |               |
| 62    | No lhores pastor amigo               | Anónimo            | Anónimo                        | cantiga    |               |
| 63    | (Instrumental)                       | Anónimo            |                                |            |               |
| 64    | Tu me digas alma mia                 | Anónimo            | Anónimo                        | cantiga    |               |
| 65    | Ysabel y más maria                   | Anónimo            | Anónimo                        | cantiga    |               |
| 66    | Quien tal noche pierde el seso       | Anónimo            | Anónimo                        | villancico |               |
| 66(b) | A la gala                            | Anónimo            | Anónimo                        | cantiga    |               |
| 67    | Los braços traigo camsados           | Francisco Millán?  | Anónimo                        | cantiga    | CMP           |
| 68    | Mis arreios son las armas            | Anónimo            | Anónimo                        | romance    |               |
| 69    | Buem comde Fernão Gomçalvẽz          | Anónimo            | Anónimo                        | romance    |               |
| 70    | Io mestamdo em Coimbra               | Anónimo            | Anónimo                        | romance    |               |
| 71    | Por aquel postigo viejo              | Anónimo            | Anónimo                        | romance    |               |
| 72    | Riberas del Duero arriba             | Anónimo            | Anónimo                        | romance    |               |
| 73    | Dalha den cima del cielo             | Anónimo            | Anónimo                        | cantiga    |               |
| 74    | Quan Baxo aposentas                  | Anónimo            | Anónimo                        | cantiga    |               |
| 75    | Senhora del mundo                    | Anónimo            | Anónimo                        | cantiga    |               |
| 77    | O gloriosa domina                    | Anónimo            | Venâncio Fortunato             | motete     |               |
| 78    | Esta trabalhosa vida                 | Anónimo            | Anónimo                        | villancico |               |
| 79    | Mis sospiros despertad               | Anónimo            | Anónimo                        |            |               |
| 80    | Ha ia sofrido tamto el alma mia      | Anónimo            | Anónimo                        | cantiga    |               |
| 81    | No piemsen que adacabar              | Anónimo            | Anónimo                        | villancico | CME           |
| 82    | De mi ventura quexoso                | Anónimo            | Anónimo                        | cantiga    |               |
| 83    | Um nuevo dolor me mata               | Anónimo            | Anónimo                        | madrigal   |               |
| 84    | Señora aumque no os miro             | Anónimo            | Anónimo                        | cantiga    | CME           |
| 85    | De vos e de mim quexoso              | Anónimo            | Anónimo                        | cantiga    | CME, CMP      |
| 86    | Mi querer tanto os quiere            | Anónimo            | Anónimo                        | cantiga    |               |
| 87    | Vos señora a maltratarme             | Anónimo            | Anónimo                        | villancico |               |
| 88    | Desque io te vi Joanilha             | Anónimo            | Anónimo                        | villancico |               |
| 89    | Dipues vienes delhaldea              | Anónimo            | Anónimo                        | villancico |               |
| 90    | Como pasare la sierra                | Anónimo            | Anónimo                        | villancico |               |
| 91    | Yo sonhava que me ablava             | Anónimo            | Anónimo                        | villancico |               |
| 92    | Amtonilha es desposada               | Anónimo            | Anónimo                        | villancico | CME           |
| 93    | Pois tudo tam pouco dura             | Anónimo            | Cristóvão Falcão               | cantiga    |               |
| 94    | Soy serranica                        | Anónimo            | Anónimo                        | villancico |               |
| 95    | Quiem viese aquel dia                | Anónimo            | Anónimo                        | cantiga    |               |
| 96    | Minina dos olhos verdes              | Anónimo            | Anónimo                        | villancico |               |
| 98    | Ya nam quero ser pastora             | Anónimo            | Anónimo                        | villancico |               |
| 99    | Em vida de tamtos danos              | Anónimo            | Anónimo                        | villancico |               |
| 100   | Nam vos acabeis tam çedo             | Anónimo            | Trozilho e Anónimo             | cantiga    |               |
| 101   | Nom amades tam aborrido              | Anónimo            | Anónimo                        | cantiga    | CME           |
| 102   | Domdesta tu galhardia                | Anónimo            | Anónimo                        | cantiga    | CMP           |
| 103   | Ai dolor quão mal me tratas          | Anónimo            | Anónimo                        | villancico |               |
| 104   | Bem sei que minha tristura           | Anónimo            | Anónimo                        | villancico |               |
| 105   | Já não poso ser comtente             | Anónimo            | Maria de Portugal e Anónimo    | cantiga    |               |
| 106   | Yo tacomsejo pascual                 | Anónimo            | Anónimo                        | villancico | CME           |
| 107   | Quem quiser comprar huma vida        | Anónimo            | Anónimo                        | villancico |               |
| 108   | Quien te hizo Juam pastor            | Anónimo            | Garci Sánchez de Badajoz       | villancico | CMP           |
| 109   | Pemsamdo que se acabava              | Anónimo            | Anónimo                        | villancico |               |
| 110   | Después que pasaste el rrio          | Anónimo            | Anónimo                        | cantiga    |               |
| 111   | Nam mespamto ja de não               | Anónimo            | Anónimo                        | villancico |               |
| 112   | Quero mir morar al monte             | Anónimo            | Luís Álvares Pereira e Anónimo | villancico |               |
| 113   | Adomdestas alma mia                  | Anónimo            | Anónimo                        | villancico | CME           |
| 114   | Quamto tempo trabalhei               | Anónimo            | Anónimo                        | cantiga    |               |
| 115   | Ya morio todo el prazer              | Anónimo            | Anónimo                        | villancico |               |
| 116   | Do vosso bem querer senhora          | Anónimo            | Anónimo                        | villancico |               |
| 117   | Olhos que amdais agravados           | Anónimo            | Anónimo                        | cantiga    | CPO           |
| 118   | Levamtese el pemsamento              | Anónimo            | Anónimo                        | cantiga    |               |
| 119   | Foyse gastamdo a esperança           | Anónimo            | João Pinheiro                  | cantiga    |               |
| 120   | Na fomte esta Lianor                 | Anónimo            | Anónimo                        | redondilha |               |
| 121   | Quem não tem conhesimento            | Anónimo            | Anónimo                        | cantiga    |               |
| 122   | (Instrumental)                       | Anónimo            |                                |            |               |
| 123   | Que no es sino acydemte              | Anónimo            | Anónimo                        | cantiga    |               |
| 124   | Quanti mercenarii in domo patris mei | Anónimo            | São Lucas, evangelista         | motete     |               |
| 125   | Es naçido dios pastores              | Anónimo            | Anónimo                        |            |               |
| 127   | Non tendes cama bom Jesu não         | Anónimo            | Anónimo                        | villancico |               |
| 128   | Como estais Virgem y Madre           | Anónimo            | Anónimo                        |            |               |
| 129   | Dic nobis Maria                      | Anónimo            | Wipo de Borgonha               | motete     |               |
| 131   | Non hallo a mis males culpa          | Anónimo            | João de Meneses                | villancico | CG, CPV       |
| 132   | Não tragais borzeguis pretos         | Anónimo            | Anónimo                        | villancico |               |

Concordancias con otros manuscritos:
- [CG] – Cancionero general de Hernando del Castillo (1511)
- [CME] – Cancionero de Elvas (P-Em 11793)
- [CML] – Cancionero de Lisboa (Lisboa, Biblioteca Nacional C.I.C. 60) (P-Lm Res C.I.C. 60)
- [CMP] – Cancionero de Palacio (E-Mp 1335)
- [FIP] – Farsa de Inês Pereira (1523)
- [FLO] – Florencia, Biblioteca Nazionale Centrale, Magliabechiano 107bis (I-Fm Magl. 107bis)
- [PAD] – Cartapacio de Padilla (Madrid, Biblioteca Nacional, Ms. 1579)
- [CPV] – Cancionero de poesías varias (Madrid, Palácio, Ms 348)
- [CPO] – Cena Policiana de Anrique Lopes